# Juhaska Przehyba
Juhaska Przehyba – płytka i skalista przełęcz w grani Długiego Giewontu w polskich Tatrach Zachodnich. Znajduje się pomiędzy Juhaską Turnią a Juhaską Kopą. Na obydwie strony opada skalnymi ścianami. Od południowej strony niemal pionowa ściana opada na trawiasty Wielki Upłaz w Dolinie Kondratowej, od północnej do żlebu Banie w Dolinie Strążyskiej.
Po północnej stronie spod przełęczy opada łatwy do przejścia stok, ale po kilkudziesięciu metrach podcięty kilkunastometrowej wysokości progiem, którego przejście wymaga już wspinaczki (VI– stopień w skali trudności UIAA). Poniżej progu zaczyna się depresja Juhaskiej Przehyby. Początkowo ma ona postać średnio stromego, ale głębokiego żlebu. W obrębie trawiastego Dolnego Zachodu, który ma w tym miejscu umiarkowaną stromość i szerokość około 80 m depresja jest ledwie zauważalna. Niżej depresja zmienia kierunek z północnego na północno-zachodni i staje się głęboka i bardzo stroma. W swojej najniższej części podcięta jest 30-metrowej wysokości skalistym progiem, który opada do kociołka pod Jaskinią Juhaską, od tego z kolei opada 30-metrowej wysokości ściana do żlebu Banie. Od kociołka pod Juhaską Jaskinią na Juhaską Przehybę prowadzi dwuwariantowa droga wspinaczkowa. Pierwsze przejście dolnej części: Władysław Cywiński i Wojciech Mateja 25 sierpnia 1989, pierwsze przejście zimowe: W. Cywiński i Piotr Konopka 14 marca 1990. Pierwsze przejście górnej części: Jan Dyrda i Marcin Józefowicz 28 lutego 1989 (letniego przejścia brak). Trudności: miejscami IV, V lub VI– stopień w skali UIAA.

## Przypisy

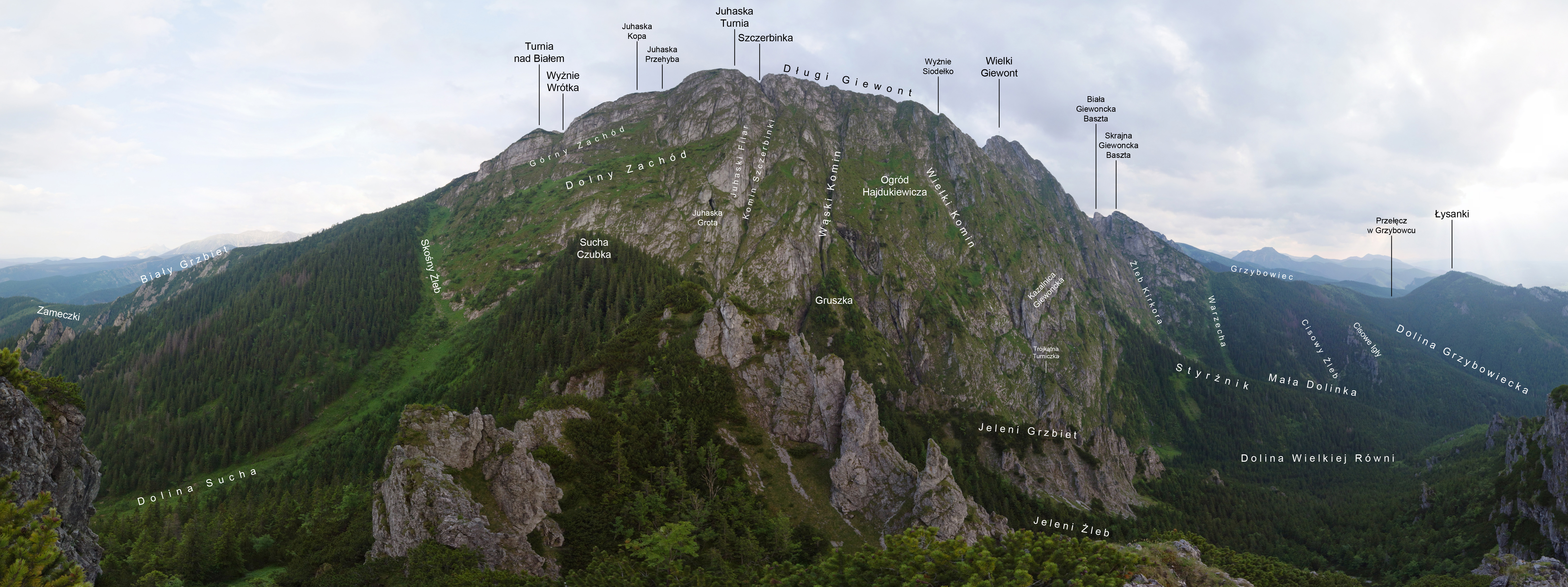
Juhaska Przehyba wśród podpisanych obiektów